# Cryptocephalus connexus
Cryptocephalus connexus – gatunek chrząszcza z rodziny stonkowatych i podrodziny Cryptocephalinae.

## Taksonomia
Gatunek po raz pierwszy został naukowo opisany w 1807 roku przez Guillaume’a-Antoine’a Oliviera.

## Morfologia
Chrząszcz o krępym, walcowatym ciele długości od 2,5 do 3,5 mm. Głowa jest żółta z czarnymi: ciemieniem, krótką pręgą przez połowę czoła, parą kropek nad panewkami czułkowymi i parą prążków po wewnętrznych stronach oczu złożonych. Nitkowate czułki mają człony od pierwszego do trzeciego lub czwartego czerwonawożółte, kolejne stopniowo ciemniejące, a pięć lub cztery ostatnie czarne. Przedplecze jest czarne z żółtym obrzeżeniem przedniej i bocznych krawędzi, przy czym miejscami przejście między żółtą a czarną barwą jest stopniowe. Punktowanie powierzchni przedplecza jest bardzo drobne i płytkie. Ubarwienie pokryw jest żółte z czarnym wzorem w postaci trzech podłużnych, połączonych z tyłu pasów oraz wąskiej poprzecznej przepaski przy przedniej krawędzi. Punkty na pokrywach są nieszczególnie głębokie i układają się w regularne rządki. Punkty na żółtym tle mają czarne zabarwienie. Kolor odnóży jest ciemnożółty. Genitalia samca cechuje prącie o bardzo szerokiej i na szczycie tępo zaokrąglonej płytce grzbietowej oraz wyraźnie dłuższych od niej i odgiętych na zewnątrz wyrostkach bocznych.

## Ekologia i występowanie
Owad ten zasiedla głównie stanowiska kserotermiczne. Owady dorosłe aktywne są od lipca do września. Roślinami żywicielskimi larw są przypuszczalnie wiązy. Osobniki dorosłe oprócz wiązów spotykane były także wśród roślinności zielnej.
Gatunek palearktyczny o pontyjskim typie rozsiedlenia. W Europie znany jest z Francji (w tym z Korsyki), Niemiec, Szwajcarii, Austrii, Włoch, Polski, Czech, Słowacji, Węgier, Ukrainy, Rumunii, Mołdawii, Bułgarii, Słowenii, Chorwacji, Bośni i Hercegowiny, Serbii, Czarnogóry, Macedonii Północnej, Albanii, Grecji, Rosji i Turcji. Poza tym występuje na Bliskim Wschodzie i w Afryce Północnej.
W Europie Środkowej zmróżka ta występuje na izolowanych stanowiskach. W Polsce stwierdzona została tylko raz, na terenie Ojcowskiego Parku Narodowego. Na Czerwonej liście zwierząt ginących i zagrożonych w Polsce oraz na „Czerwonej liście gatunków zagrożonych Republiki Czeskiej” umieszczona została jako gatunek zagrożony wyginięciem (EN).